# Antiphrisson monstrosus
Antiphrisson monstrosus là một loài ruồi trong họ Asilidae. Antiphrisson monstrosus được Lehr miêu tả năm 1986. Loài này phân bố ở vùng Cổ Bắc giới.